# Musée de Pont-Aven
Pour les articles homonymes, voir Musée des beaux-arts.
Le musée de Pont-Aven est un musée français situé à Pont-Aven, dans le département du Finistère, en Bretagne.
Créé en 1985, rénové entre 2013 et 2016, le musée de Pont-Aven a pour objectifs de faire connaître l’œuvre des artistes inspirés par la Bretagne et plus particulièrement par Pont-Aven, depuis les années 1860, de développer un travail scientifique concernant cette période chronologique et de s’ouvrir à la création contemporaine.
Le musée accueille aussi des expositions temporaires mettant en lumière certains thèmes ou artistes, mêlant différents styles et inspirations, de l'école de Pont-Aven à l'art contemporain.
Depuis 2012, le musée, auparavant géré par la commune, a été transféré à Concarneau Cornouaille Agglomération.

## Historique

### Naissance de l'École de Pont-Aven
Camille Corot et ses amis séjournent en 1862 sur la côte bretonne, dans le petit village de Pont-Aven, situé entre Concarneau et Quimperlé. En juin 1886, Paul Gauguin fait son premier séjour à Pont-Aven, sur les conseils du peintre Armand Félix Marie Jobbé-Duval, Breton d'origine, ainsi que du Père Tanguy, son marchand de couleurs. Entre 1887 et 1896, Paul Gauguin y revient à de nombreuses reprises et rencontre ainsi Émile Bernard. Ils adoptent de nouvelles techniques de peinture (le synthétisme et le cloisonnisme), caractérisées par de grands aplats de couleurs pures, cernés d'un trait noir et supprimant la perspective classique. De nombreux peintres les rejoignent à Pont-Aven (Paul Sérusier, Charles Filiger, Maxime Maufra, Henry Moret, Ernest de Chamaillard), formant ainsi l'École de Pont-Aven.

### Création du musée
En août 1939 émerge un premier regain d’intérêt pour le passé artistique de la ville. Le maire de Pont-Aven, Félix Le Louët, inaugure une plaque commémorative fixée sur l’ancienne pension Gloanec, rappelant le séjour de nombreux artistes. Parallèlement, les salons de l’hôtel Julia accueillent une exposition consacrée à Paul Gauguin et au groupe de Pont-Aven.
En 1953, année du cinquantenaire de la mort de Paul Gauguin, est organisée une rétrospective dont le point d’orgue est le prêt exceptionnel de La Belle Angèle, tableau alors conservé à Paris au musée du Louvre. Jean-Jacques Manrot-Le Goarnig fut un temps conservateur du musée Paul-Gauguin de Pont-Aven.
Créée en 1960, l'Association des Amis de Gauguin est présidée par Maurice Malingue. Son but est d'organiser une fois par an une exposition pour faire connaître l’École de Pont-Aven. En 1961, la Société de peinture de Pont-Aven, présidée par Bertrand Queinec, se substitue à la précédente association. Elle est rebaptisée Association des Amis du musée de Pont-Aven.
Le projet de musée prend réellement corps avec le début des travaux de construction et d’aménagement de l’établissement à l'automne 1984. Le musée des Beaux-Arts de Pont-Aven est inauguré le 29 juin 1985,.
En 2003, grâce à une souscription auprès des entreprises et particuliers de la région, le musée acquiert Deux têtes de Bretonnes, un pastel de Paul Gauguin. Ce tableau, qui représente deux Bretonnes en coiffe de Pont-Aven et date du cinquième et dernier séjour de Gauguin en Bretagne, en 1894, est dédié à son ami le peintre Maxime Maufra,.
Des études pour l'extension du musée sont initiées en 2006. En 2010 se tient l'exposition des 25 ans du musée. En 2012, sous la maîtrise d'ouvrage de Concarneau Cornouaille Agglomération et à la suite du choix du cabinet d'architectes L’Atelier de l’Île, le 19 mai 2011, les travaux du nouveau musée démarrent en 2013. Le musée rouvre après travaux le 26 mars 2016. La surface d'exposition est alors doublée, passant de 850 à 1 700 m2.
Le rez-de-chaussée, en dehors des infrastructures classiques (accueil, caisses, boutiques…) dispose d'un centre de ressource important sur l'école de Pont-Aven.
Au premier étage, la salle Julia est nommée ainsi en l'honneur de Julia Guillou (1848-1927), qui fit construire cet hôtel entre 1881 et 1900, devenu par la suite ce musée. Il s'agit de la salle à manger de l'ancien hôtel, dont les boiseries ont été conservées et restaurées, auxquelles trois luminaires du XXIe siècle de Matali Crasset ont été ajoutés. Cette salle fait office de salon de réception, de lieu de conférence ou de concert.
Le deuxième étage est consacré aux expositions temporaires.
Le troisième niveau présente les expositions permanentes sur les auberges des artistes, la chronologie, Paul Gauguin, les fondateurs de l'école de Pont-Aven, le japonisme, les nabis et Pont-Aven après Gauguin.
Un jardin intérieur en terrasse est visible depuis le hall lumineux vitré qui dessert les niveaux du musée, avec des plantes se référant aux œuvres de l'école de Pont-Aven (ajoncs, bruyères…).
Une annexe est intégrée pour les réserves du musée.
En 2018, le musée a accueilli 94 044 visiteurs.
Le 9 décembre 2016, le musée d'Orsay de Paris a signé un partenariat avec le musée de Pont-Aven. Ce parrainage a pour but de bâtir un partenariat scientifique et d'obtenir plus facilement des prêts du musée. Trois autres musées de France sont partenaires du musée d'Orsay.

## Fréquentation
Le graphique qui aurait dû être présenté ici ne peut pas être affiché car il utilise l'ancienne extension Graph, désactivée pour des questions de sécurité. Des indications pour créer un nouveau graphique avec la nouvelle extension Chart sont disponibles ici.

## Œuvres de lacollection permanente
Né sans collection, le musée a mené dès ses débuts une importante campagne d’acquisitions. Il compte actuellement un fonds de 1 300 œuvres (4 500 d'après le site du musée) dont la moitié est consacrée aux arts graphiques (gravures, aquarelles, pastels…). La période chronologique balayée va de 1870 aux années postérieures à 1900.
À l’occasion de la réouverture, le musée d’Orsay a déposé à Pont-Aven six œuvres majeures, dont une toile de Gauguin, Village breton sous la neige, de 1894

### Collection
La collection regroupe des œuvres d’artistes de reconnaissance internationale comme Émile Bernard, Maurice Denis, Paul Gauguin (14 œuvres), Georges Lacombe, Paul Sérusier entre autres, mais aussi des artistes de moindre renommée comme Pierre-Eugène Clairin, Émile Jourdan, Maurice Asselin, Marie Luplau, Jean Urvoy. Le fonds s’est également ouvert aux artistes étrangers : Constantin Kousnetzoff, Carl Moser, Sydney Lough Thompson.

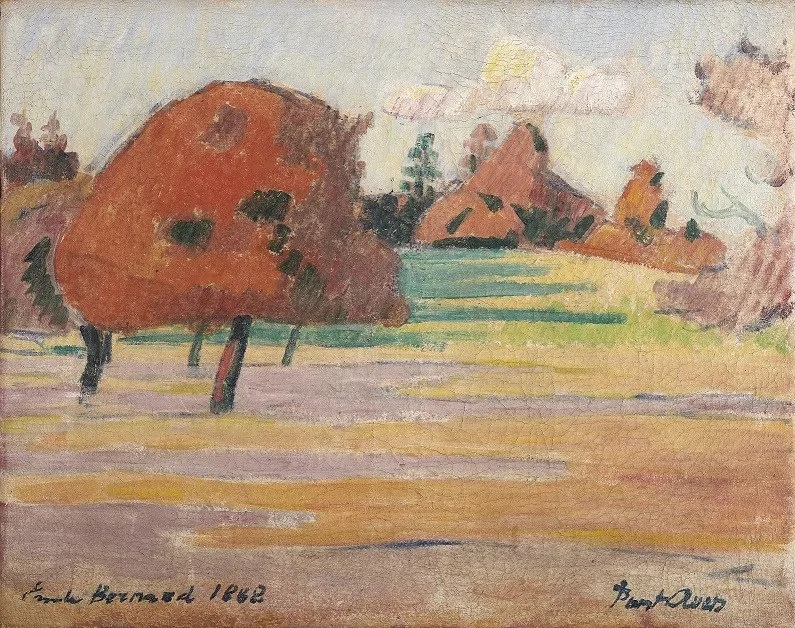
Émile Bernard, Paysage de Pont-Aven, 1888.
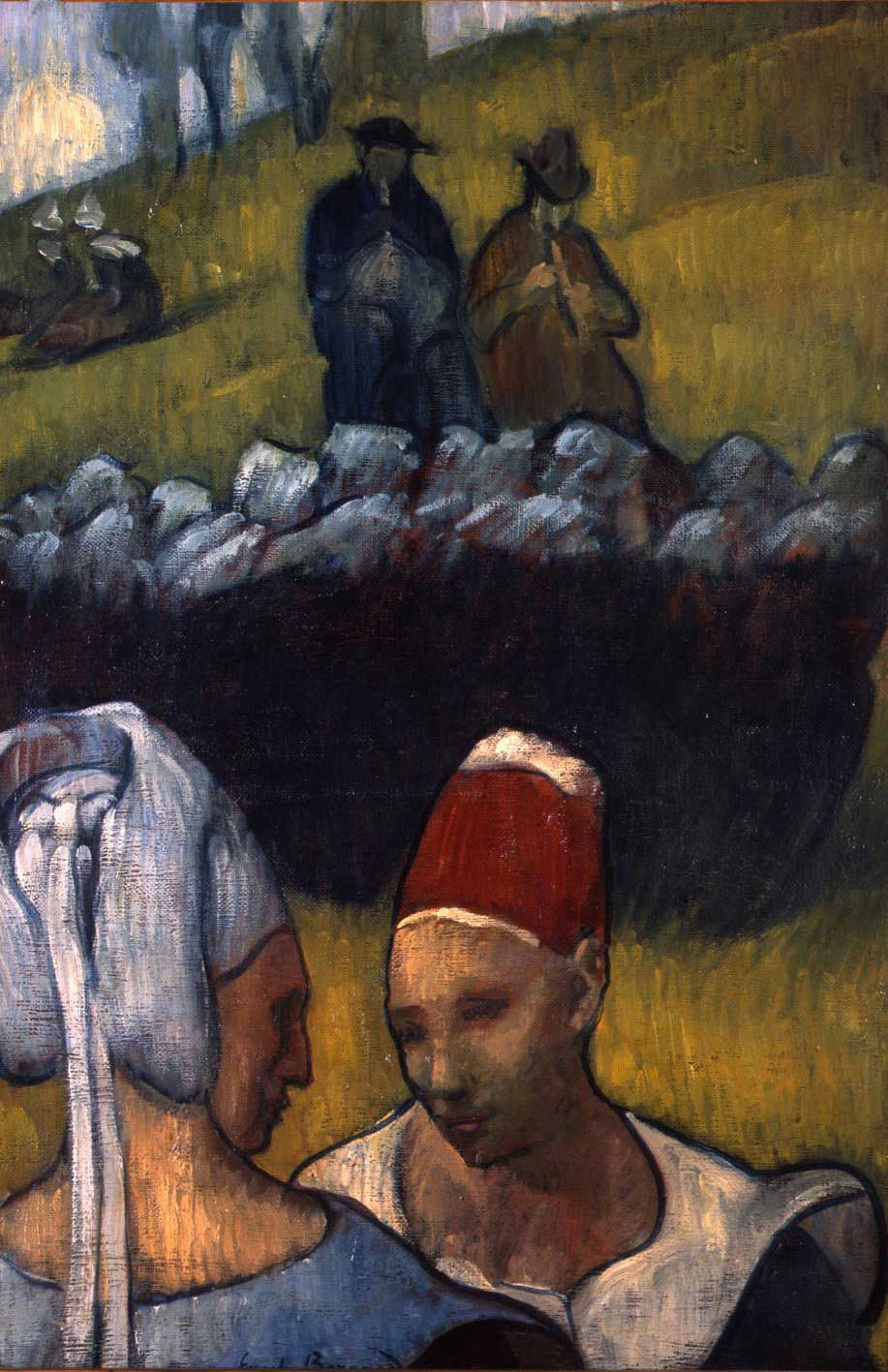
Émile Bernard, La Ronde bretonne, 1888-1890.
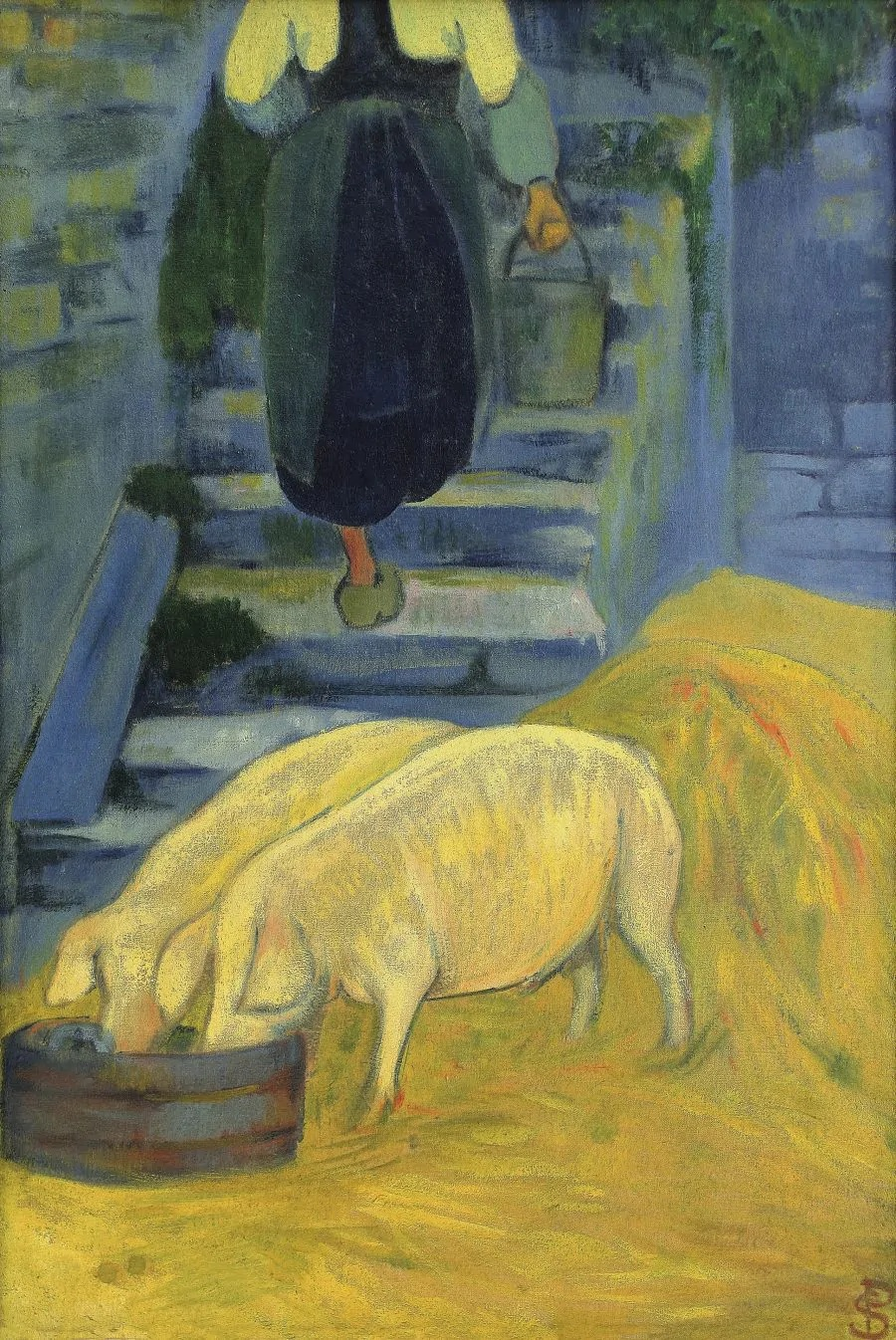
Paul Sérusier, Les Porcelets, 1889.
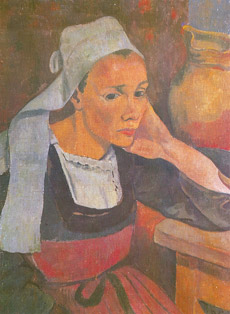
Paul Sérusier, Portrait de Marie Lagadu, 1889.
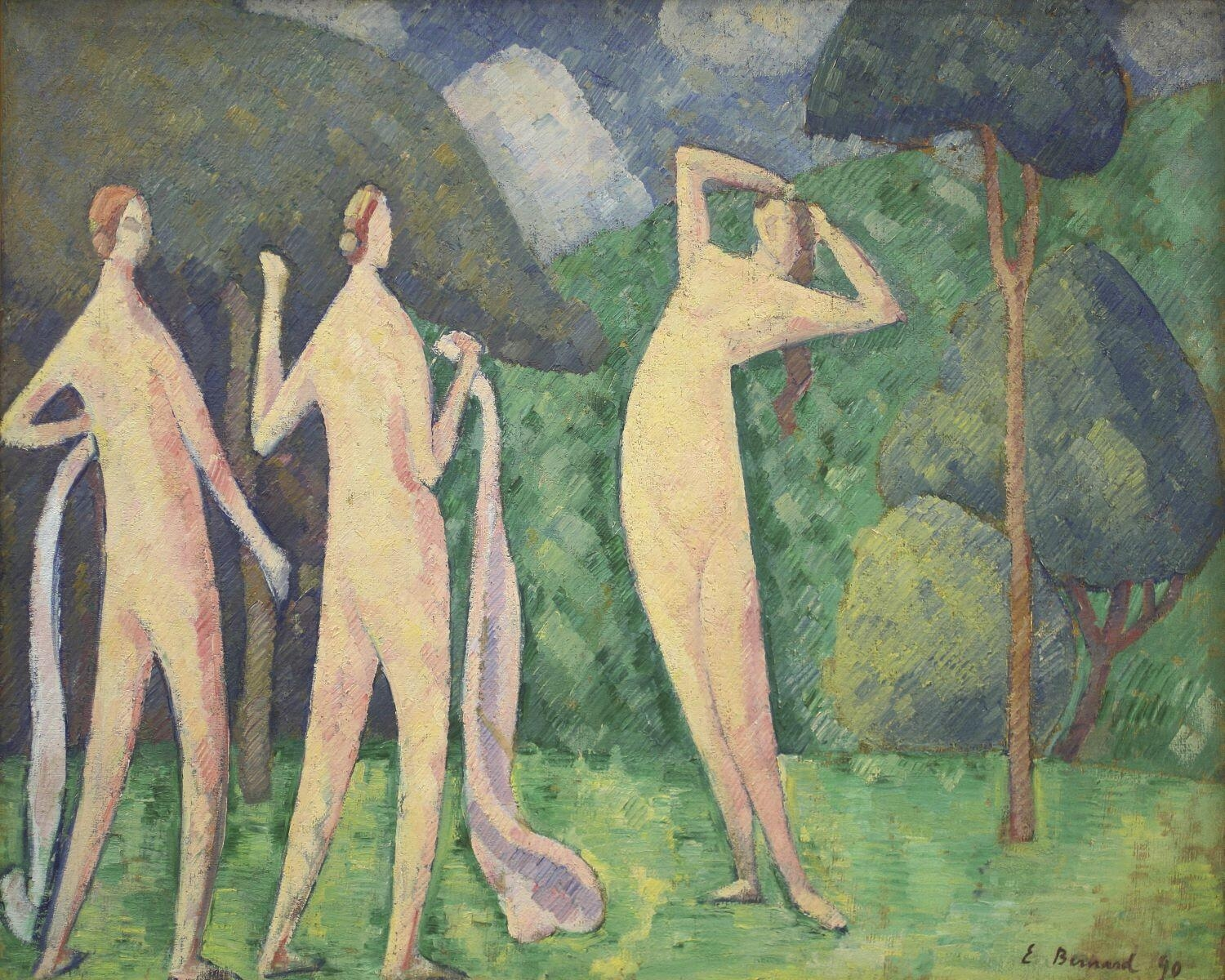
Émile Bernard, Les Baigneuses, 1890.
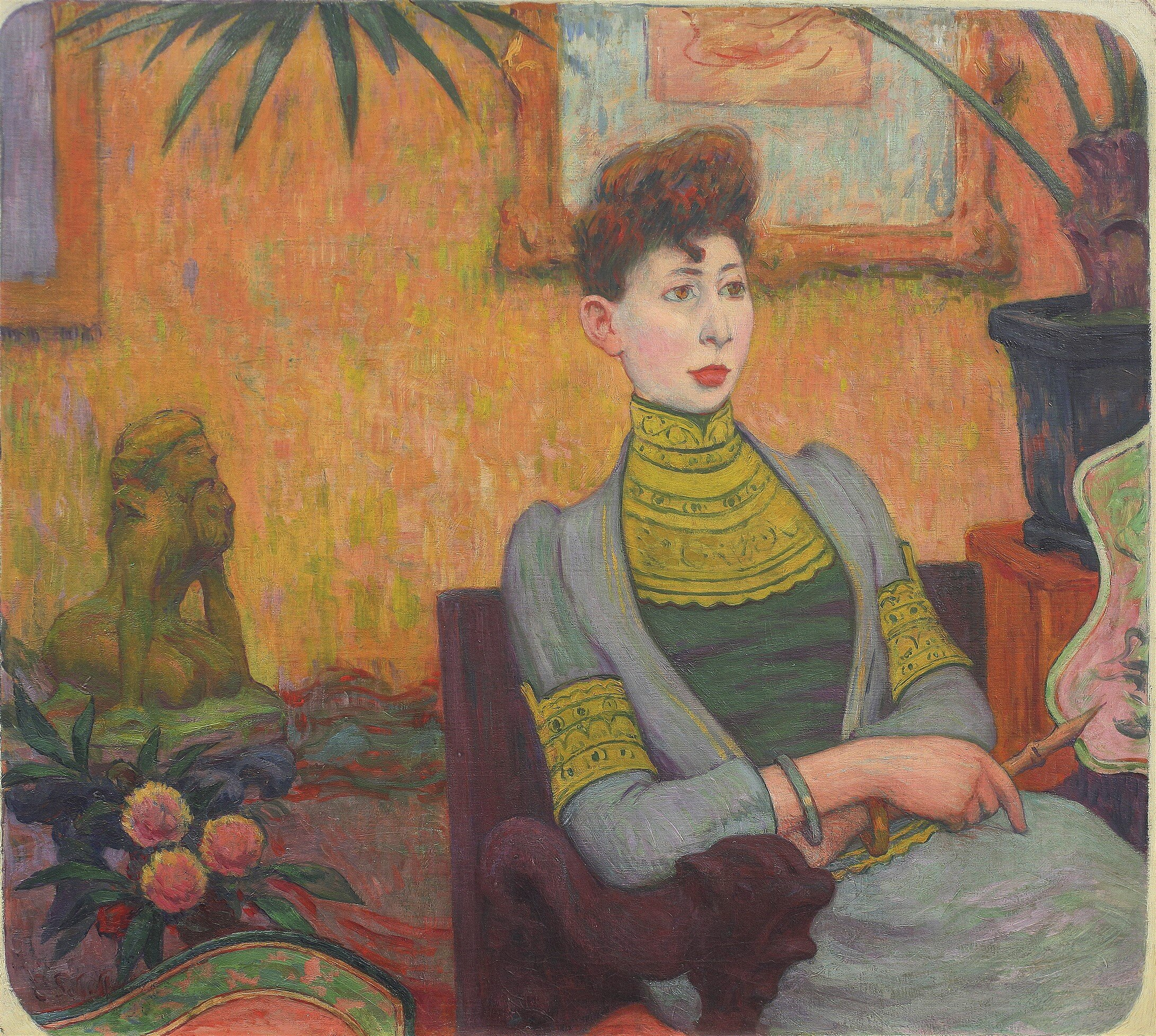
Émile Schuffenecker, Portrait de Madame Champsaur, 1890.
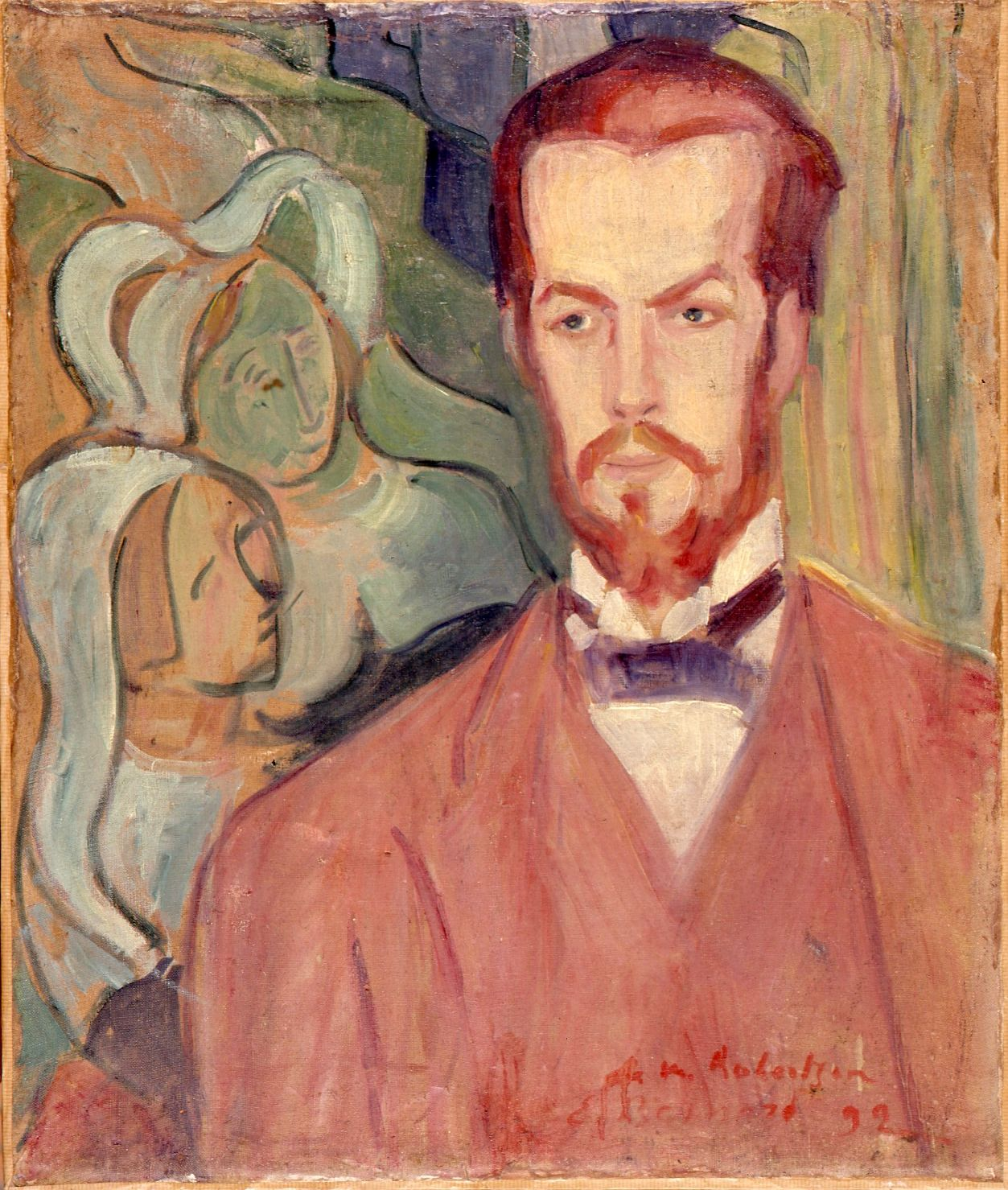
Émile Bernard, Portrait du peintre Eric Forbes-Robertson, 1892.
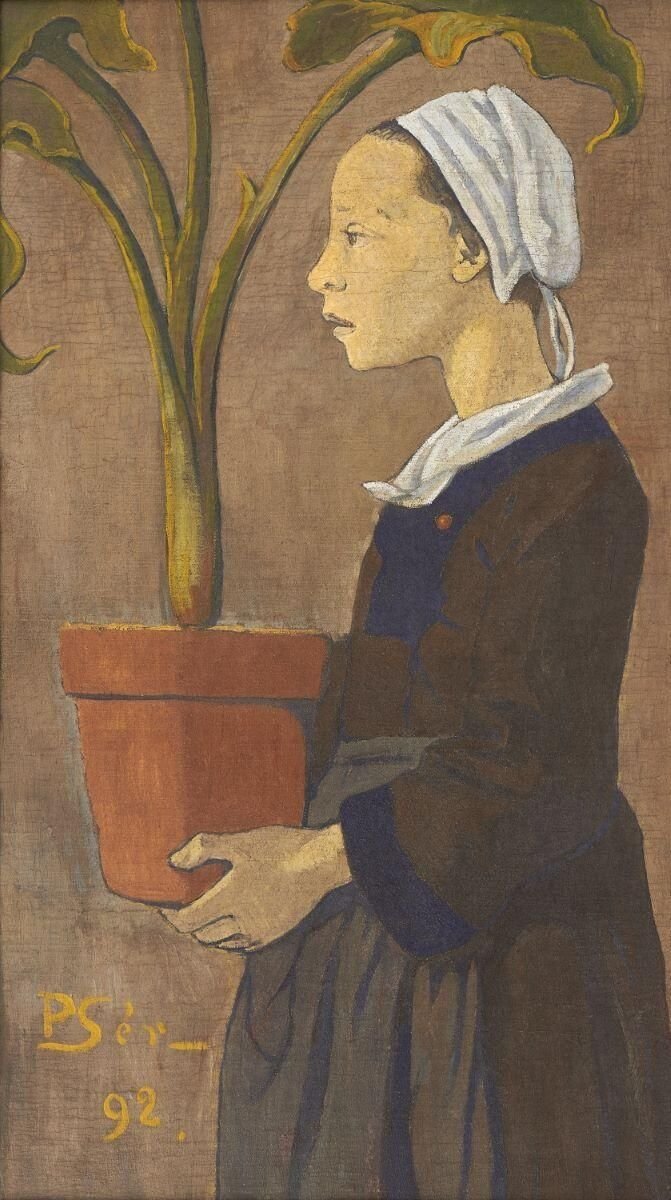
Paul Sérusier, Jeune Bretonne au pot d'arum, 1892.
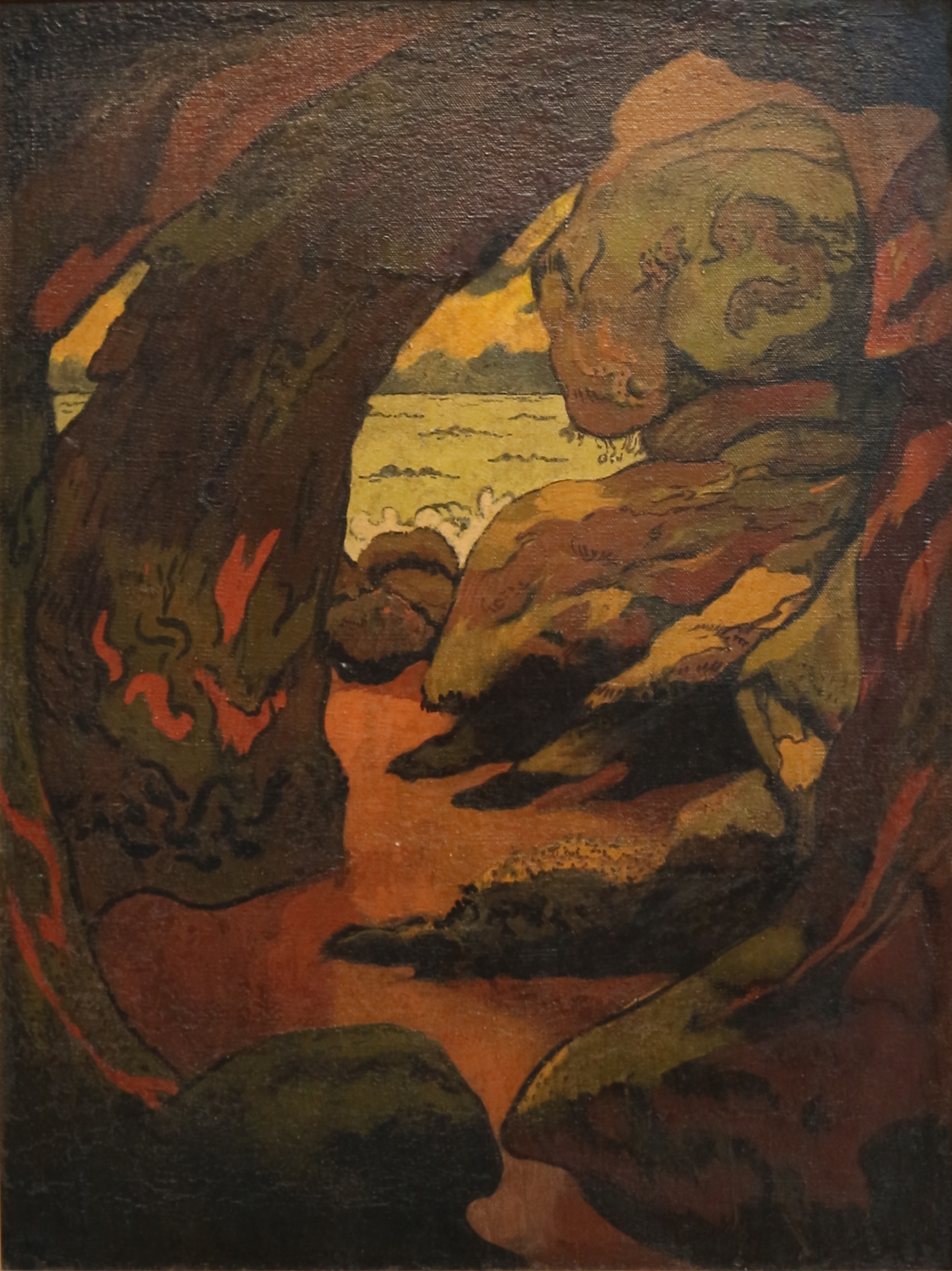
Georges Lacombe, Grotte à Camaret, vers 1890-1897.
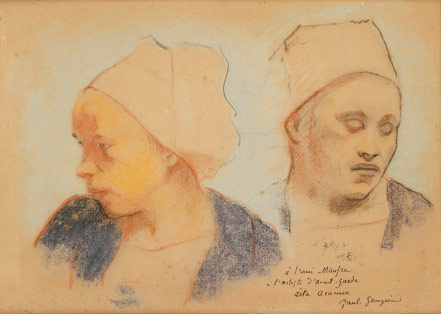
Paul Gauguin, Deux têtes de Bretonnes, 1894.
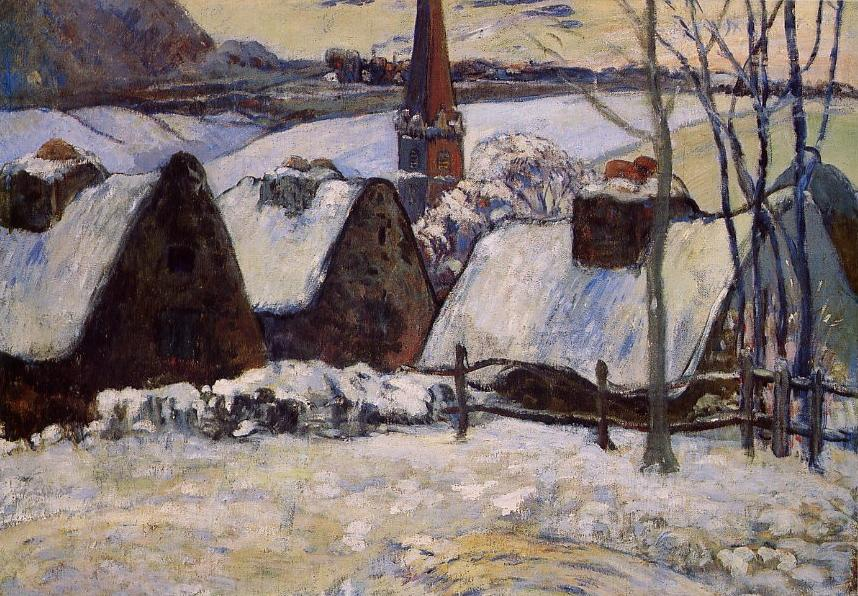
Paul Gauguin, Village breton sous la neige, 1894 ?
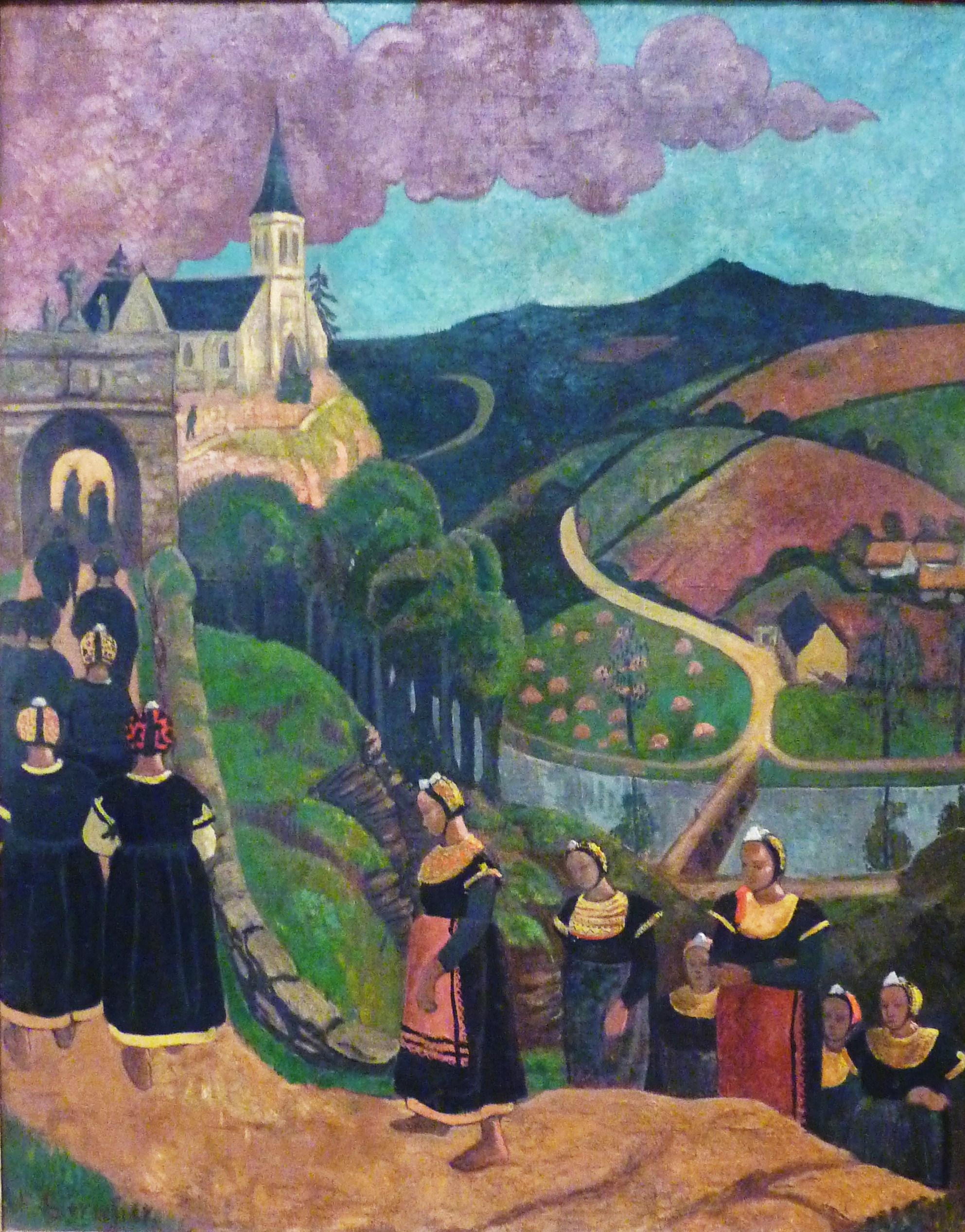
Paul Sérusier, Le Pardon de Notre-Dame-des-Portes à Châteauneuf-du-Faou, vers 1894.
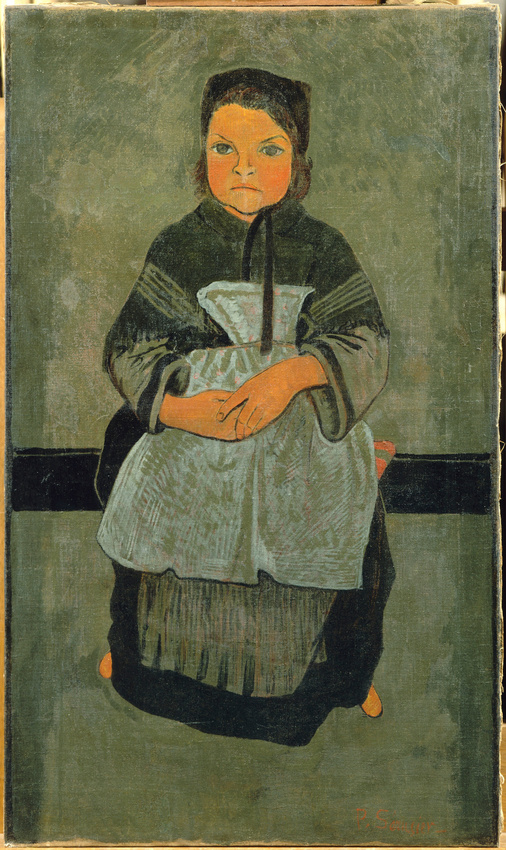
Paul Sérusier, Petite Bretonne assise, 1895.
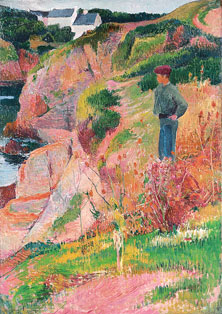
Henry Moret, Falaises en Bretagne, 1898.
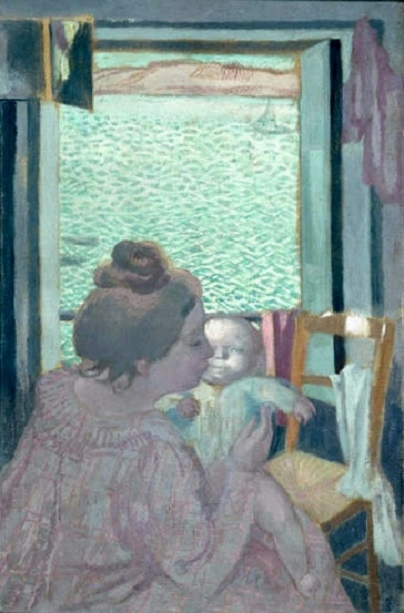
Maurice Denis, Maternité devant la mer, 1899.
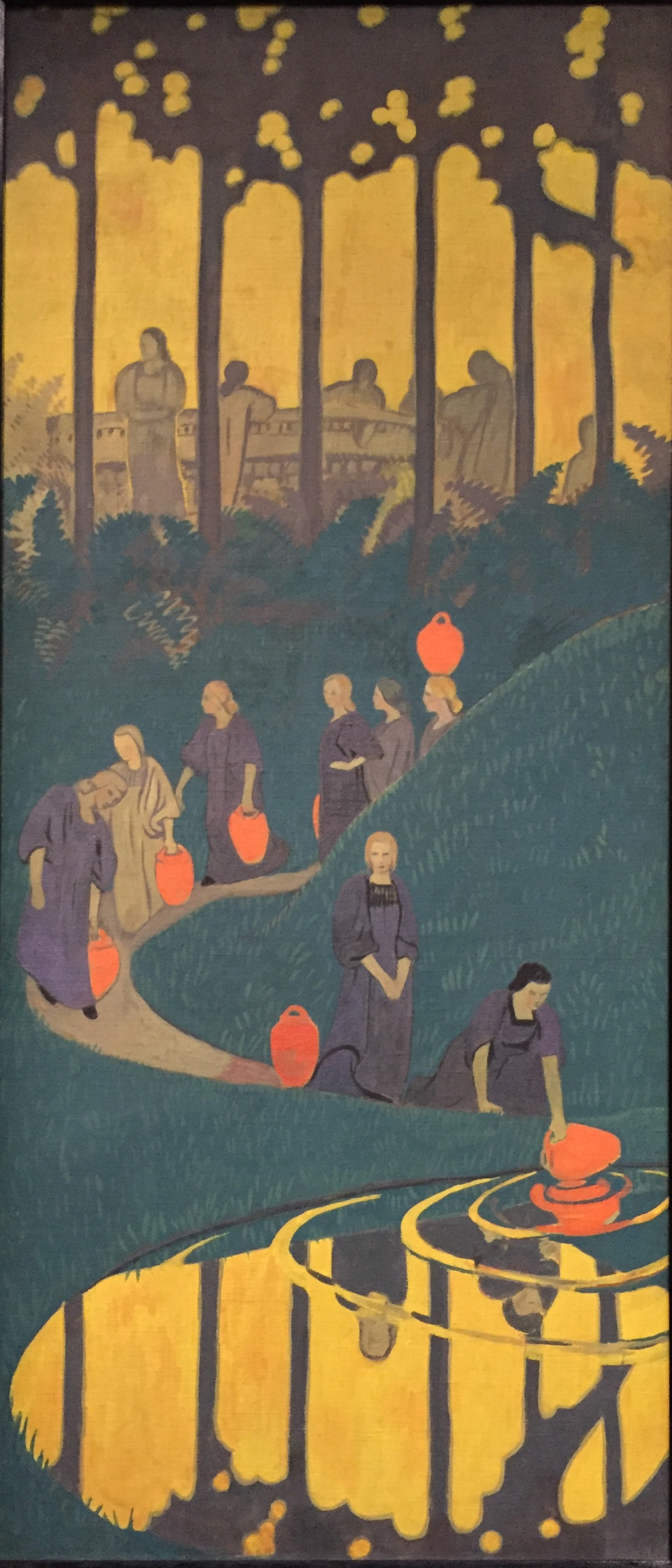
Paul Sérusier, Femmes à la source, 1899.
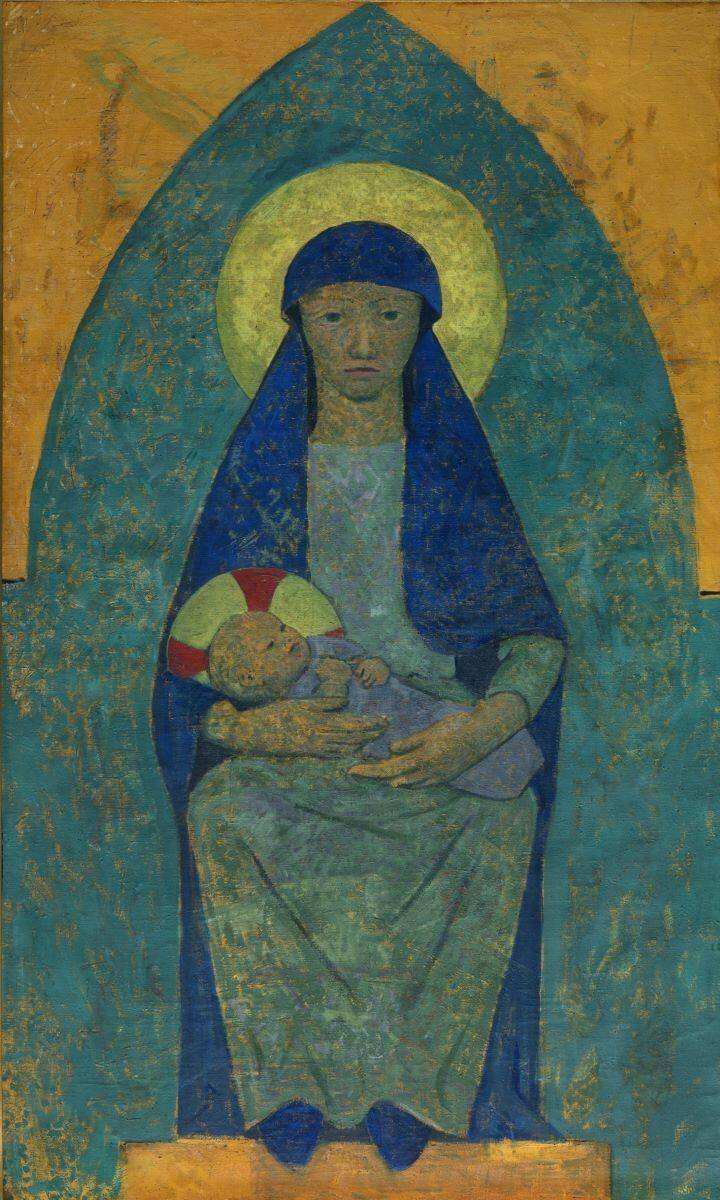
Paul Sérusier, Vierge à l'Enfant, vers 1914.
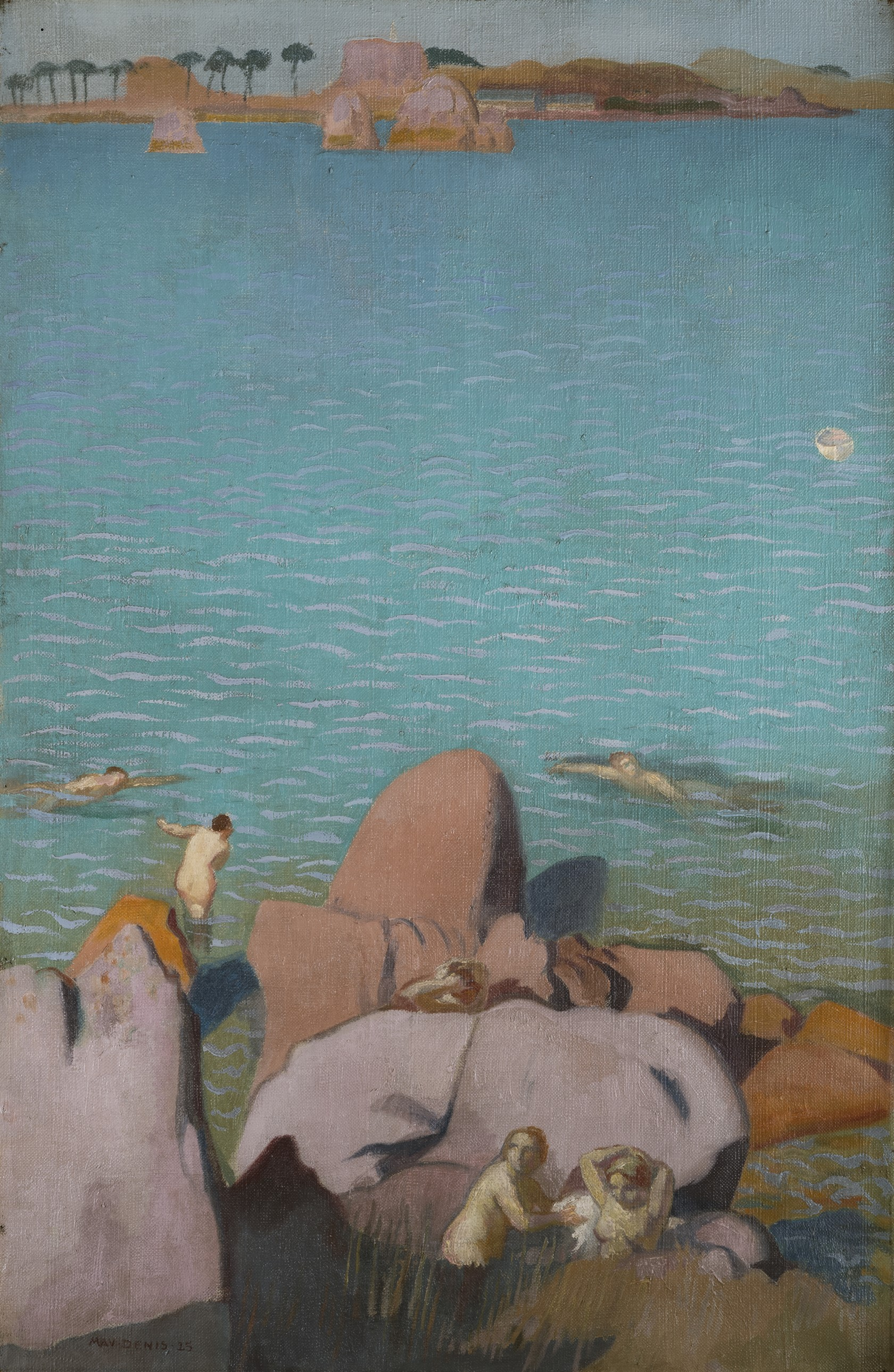
Maurice Denis, Baigneuses à Port-Blanc, 1925.

Maurice DenisLes Feux de la Saint-Jean à Loctudy, 1895, huile sur carton ;
Maternité devant la mer ou Maternité au Pouldu, 1899 ;
Hommage à Notre-Dame-du-Folgoat (Folgoët), 1921, huile sur carton ;
Baigneuses à Port-Blanc, 1925, huile sur toile.
Émile DezaunayLa petite Mendiante de Pleyben, eau-forte et aquatinte en couleurs, 41,7 × 31 cm ;
Jeune Fille de Rosporden assise, 1895, eau-forte et aquatinte en couleurs, 27,8 × 19,9 cm.
Charles FiligerTête d’homme au béret bleu, 1892, gouache.
Émile Bernard
Paysage de Pont-Aven ou L'Arbre roux (1888).
La Ronde bretonne (1888-1890) – Dépôt du musée d'Orsay.
Les Baigneuses (1890).
Portrait du peintre Eric Forbes-Robertson (1892).
Paul GauguinDeux Têtes de Bretonnes (hommage au peintre Maxime Maufra), 1894, pastel
Neuf zincographies de la « Suite Volpini (les 11 zincographies de la  « suite Volpini » ont été réalisées à l'occasion de l'Exposition Volpini) .
Eric Forbes-RobertsonJeunes Breton et Bretonne, 1892, huile sur toile.
Georges LacombeGrotte à Camaret, 1893-1894, huile sur toile.
Malo-Renault
La Petite Chatte, Fouesnant, eau-forte, vers 1900 ;
Le Coup de vent, eau-forte et aquatinte en couleur ;
Les Deux Pommes ou l’auberge, pointe sèche en couleur ;
Famille de Bigoudens au Cochon, eau-forte.
Henry MoretFalaises en Bretagne, vers 1898, huile sur toile.
Émile SchuffeneckerPortrait de Madame Champsaur, 1890, huile sur toile.
Paul Sérusier
Les Porcelets, 1889, huile sur toile.
Portrait de Marie Lagadu, vers 1889, huile sur toile.
Jeune Bretonne au pot d'arum, 1892, huile sur toile – Dépôt d'un particulier.
Le Pardon de Notre-Dame-des-Portes à Châteauneuf-du-Faou, vers 1894, huile sur toile – Dépôt du musée d'Orsay.
Petite Bretonne assise, 1895, huile sur toile – Dépôt du musée d'Orsay.
Femmes à la source, 1899, détrempe sur toile – Dépôt du musée d'Orsay.
Vierge à l'Enfant, vers 1914, huile sur toile – Dépôt du musée des Beaux-Arts de Lyon.
Elin Danielson-GambogiJeune Bretonne (1884) [tableau acquis en 2021].

## Expositions temporaires

### Années 1980
- 1985 : Fernand Dauchot, dit Daucho.
- 1985 : aquarelles, pastels et dessins de l'École de Pont-Aven.
- 1985 : Jules Paressant.
- 1986 : Maxime Maufra, du dessin à la gravure.
- 1986 : cent ans, Paul Gauguin à Pont-Aven.
- 1987 : Constantin Kousnetzoff.
- 1987 : Émile Jourdan.
- 1987 : Anne Macheret.
- 1988 : Michel Noury.
- 1988 : Henry Moret.
- 1988 : Pierre-Eugène Clairin.
- 1989 : Charles Fromuth.
- 1989 : Armand Seguin.

### Années 1990
- 1990 : Jean Mingam.
- 1990 : peintres finlandins en Bretagne.
- 1990 : Michel Thersiquel.
- 1991 : Victor Joseph Roux-Champion.
- 1991 : Paul Sérusier.
- 1991 : Marcel Parturier.
- 1992 : Sydney Lough Thompson.
- 1992 : artistes et théâtres d'avant-garde 1890-1900.
- 1992 : Alcide Le Beau.
- 1993 : Jean Émile Laboureur.
- 1993 : Jean-Bertrand Pégot-Ogier.
- 1993 : Mela Muter.
- 1994 : Jean-Georges Cornélius.
- 1894, le cercle de Paul Gauguin en Bretagne.
- 1994 : Yves Alix.
- 1995 : Jean Even.
- 1995 : peintres américains en Bretagne.
- 1995 : Carl Moser.
- 1996 : Henri Delavallée.
- 1996 : Émile Schuffenecker.
- 1996 : Émile Dezaunay.
- 1997 : Conrad Kickert.
- 1997 : Paul Gauguin et l'École de Pont-Aven.
- 1997 : Robert Lotiron.
- 1998 : Ferdinand du Puigaudeau.
- 1998 : Georges Lacombe.
- 1998 : John Recknagel.
- 1999 : Roderic O'Conor.
- 1999 : peintres irlandais en Bretagne.
- 1999 : Marcel Mettenhoven.

### Années 2000
- 2000 : Anders Osterlind.
- 2000 : Émile Bernard.
- 2000 : Marcel Gromaire.
- 2001 : affiches du Salon des Cent.
- 2001 : Paul-Élie Ranson.
- 2001 : Gustave Loiseau.
- 2001 : Georges Géo-Fourrier.
- 2002 : Maurice Asselin.
- 2002 : Henri-Eugène Le Sidaner.
- 2002 : Henry de Waroquier.
- 2003 : Charles Cottet.
- 2003 : Kenavo Monsieur Gauguin.
- 2003 : Xavier Josso.
- 2004 : Jean Francis Auburtin.
- 2004 : peintres britanniques en Bretagne.
- 2004 : Jules-Émile Zingg.
- 2005 : André Jolly.
- 2005 : Adolphe Beaufrère
- 2005 : Henri Marret
- 2006 : l'estampe en Bretagne, 1880-1960 [23]
- 2006 : peintres de la Bretagne et quête spirituelle
- 2006 : Marcel Gonzalez
- 2007 : portraits de la collection du musée de Pont-Aven
- 2007 : Paul-Auguste Masui
- 2007 : Pont-Aven, du paysage à l'œuvre
- 2007 : Théodore Boulard
- 2008 : Olivier Debré, la poétique de l'eau
- 2008 : la Bretagne de Paul Signac
- 2008 : Théophile Deyrolle (1844-1923), Alfred Guillou (1844-1926), généalogie d'artistes
- du 31 janvier au 1er juin 2009 : Emma Herland, femme artiste en Bretagne
- du 6 juin au 5 octobre 2009 : Maurice Denis (1870-1943) et la Bretagne. La leçon de Pont-Aven. Exposition labellisée d'intérêt national par le ministère de la Culture[24]
- du 10 octobre 2009 au 3 janvier 2010 : Maurice Chabas (1862-1947)

### Années 2010
- du 30 janvier au 30 mai 2010 : Serge Poliakoff (1900-1969)[25]
- du 5 juin au 3 octobre 2010 : Paul-Élie Ranson (1861-1909), artiste Nabi, fantasmes et sortilèges[25]
- du 9 octobre 2010 au 2 janvier 2011 : les 25 ans du musée, un quart de siècle d’acquisitions[25]
- du 29 janvier au 22 mai 2011 : Yves de Kerouallan (1895-1984), ombres et lumières en Bretagne[26]
- du 28 mai au 2 octobre 2011 : Ker-Xavier Roussel (1867-1944), le Nabi bucolique
- du 8 octobre 2011 au 15 septembre 2012 : de Gauguin à Gromaire, la naissance d’un musée
- du 26 mars au 18 septembre 2016 : les Rouart, de l'impressionnisme au réalisme magique
- du 22 octobre au 31 décembre 2016 : Dominique Leroux, de l'œil au chantier
- du 4 février au 11 juin 2017: 1er volet de la modernité en Bretagne : De Claude Monet à Lucien Simon (1870-1920)
- du 1er juillet 2017 au 7 janvier 2018 : 2e volet de la modernité en Bretagne : De Jean-Julien Lemordant à Mathurin Méheut (1920-1940)
- du 2 février 2018  au 6 janvier 2019 : Pont-Aven, berceau de la modernité
- du 30 juin 2018 au 6 janvier 2019 : Le Talisman de Paul Sérusier, une prophétie de la couleur[27]

### Années 2020
- du 29 juin 2019 au 5 janvier 2020 : L’impressionnisme d’après Pont-Aven[28]
- du 1er février au dimanche 24 mai 2020 : Corneille, un COBRA dans le sillage de Gauguin[29]
- du 17 octobre 2020 au 3 janvier 2021 : Réserve, ouvre-toi ![30]
- en 2021 : École de Pont-Aven, variations sur la ligne[31]
- du 26 juin 2021 au 3 janvier 2022 : Jean Puy (1876-1960), Ambroise Vollard (1866-1939), un fauve et son marchand[32]
- du 4 février au 29 mai 2022 : Vivian Maier e(s)t son double[33]
- du 25 juin au 31 décembre 2022  : Mathurin Méheut, arpenteur de la Bretagne[34]
- du 4 février au 28 mai 2023 : Willy Ronis, se retrouver[35]
- 24 juin au 5 novembre 2023 : Artistes voyageuses, l’appel des lointains (1880-1944)[36]
- du 3 février au 26 mai 2024 : Anna Boch, un voyage impressionniste[37]
- du 22 juin au 3 novembre 2024 : Femmes chez les Nabis. De fil en aiguille[38]
- du 1er février au 4 mai 2025 : Corinne Vionnet. Écran total[39]
- du 7 juin au 16 novembre 2025 : Sorcières (1860-1920). Fantasmes, savoirs, liberté[40],[41]

## Services
Le  Musée de Pont-Aven dispose d’un centre de ressources qui rassemble plus de 500 manuscrits d’artistes et plus de 6 000 ouvrages et documents : monographies, ouvrages généraux sur Pont-Aven, catalogues d’expositions, dossiers thématiques et d’artistes, photothèque, archives.

## Administration
- Conservatrices :
  - 1985-2006 : Catherine Puget[43] ;
  - 2006 - 2020 : Estelle Guille des Buttes-Fresneau[44] ;
  - depuis 2020 : Sophie Kervran[45],[46]